# Тринадцатигранник
Тринадцатигранник — это многогранник с 13 гранями. Существует множество топологически различных форм тринадцатигранника, например, двенадцатиугольная пирамида и одиннадцатиугольная призма.

## Выпуклый тринадцатигранник
Всего существуют 96 262 938 топологически различных «выпуклых» тринадцатигранников, не считая зеркальных отображений. (Два многогранника «топологически различны», если у них принципиально разное взаимное расположение граней и вершин, то есть невозможно преобразовать один в другой простым изменением длины ребер или углов между ребрами или гранями). Все тринадцатигранники имеют по крайней мере 9 вершин.
Примером тринадцатигранника является скрученно удлинённая четырёхугольная пирамида.